# جامعة برلين الحرة

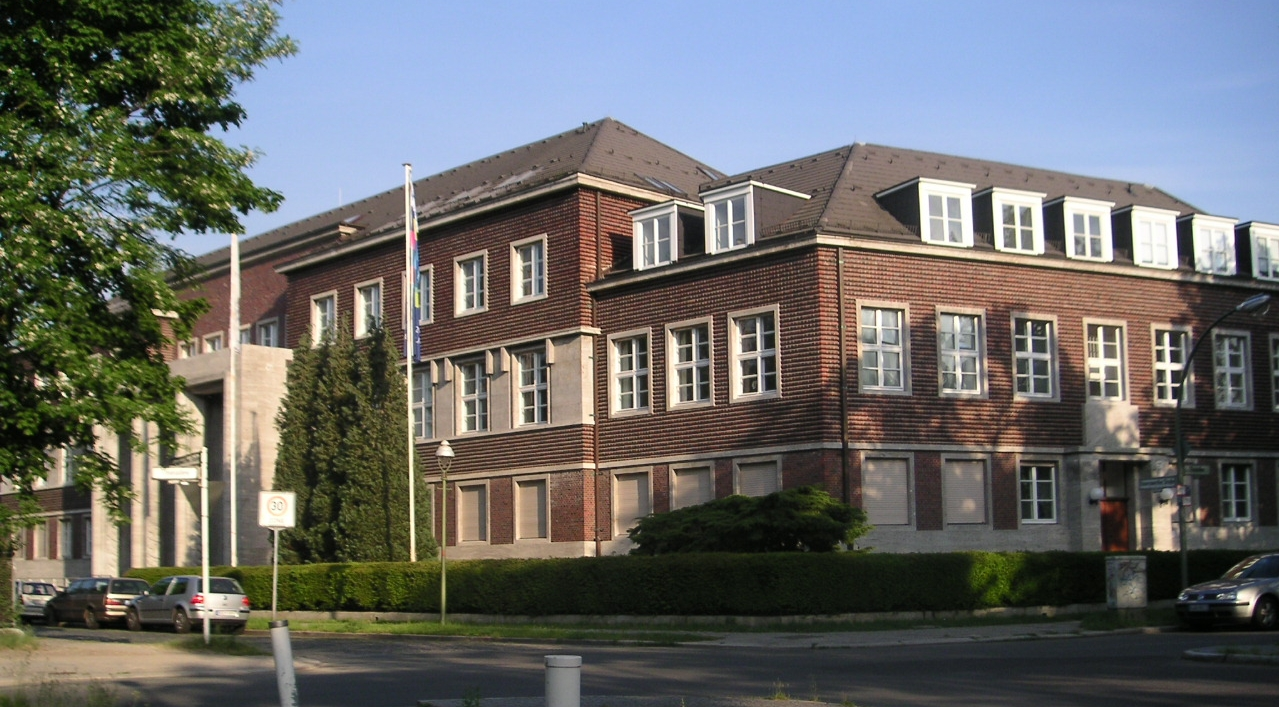
مكتب رئيس جامعة برلين الحرة

جامعة برلين الحرة (بالألمانية: Freie Universität Berlin)‏ هي جامعة بحثية وواحدة من جامعات الصدارة في ألمانيا والقارة الأوروبية. وهي الأكبر بين جامعات برلين الأربع. يتركز البحث العلمي في الجامعة في مجالات الدراسات الإنسانية والعلوم الاجتماعية، إلى جانب علوم الصحة والعلوم الطبيعية. تأسست في برلين الغربية سنة 1948 إبان حقبة الحرب الباردة لتقف على الجانب الآخر من جامعة هومبولت التي يسيطر عليها الشيوعيون، وسميت بالجامعة الحرة في إشارة إلى وقوعها في جزء من العالم الحر هو برلين الغربية، لا في الجزء الذي يحتله السوفييت من المدينة.

## شعار الجامعة
شعار الجامعة هو «Veritas, Iustitia, Libertas»، ويعني باللاتينية «الحقيقة، والعدالة، والحرية».

## مكانة الجامعة

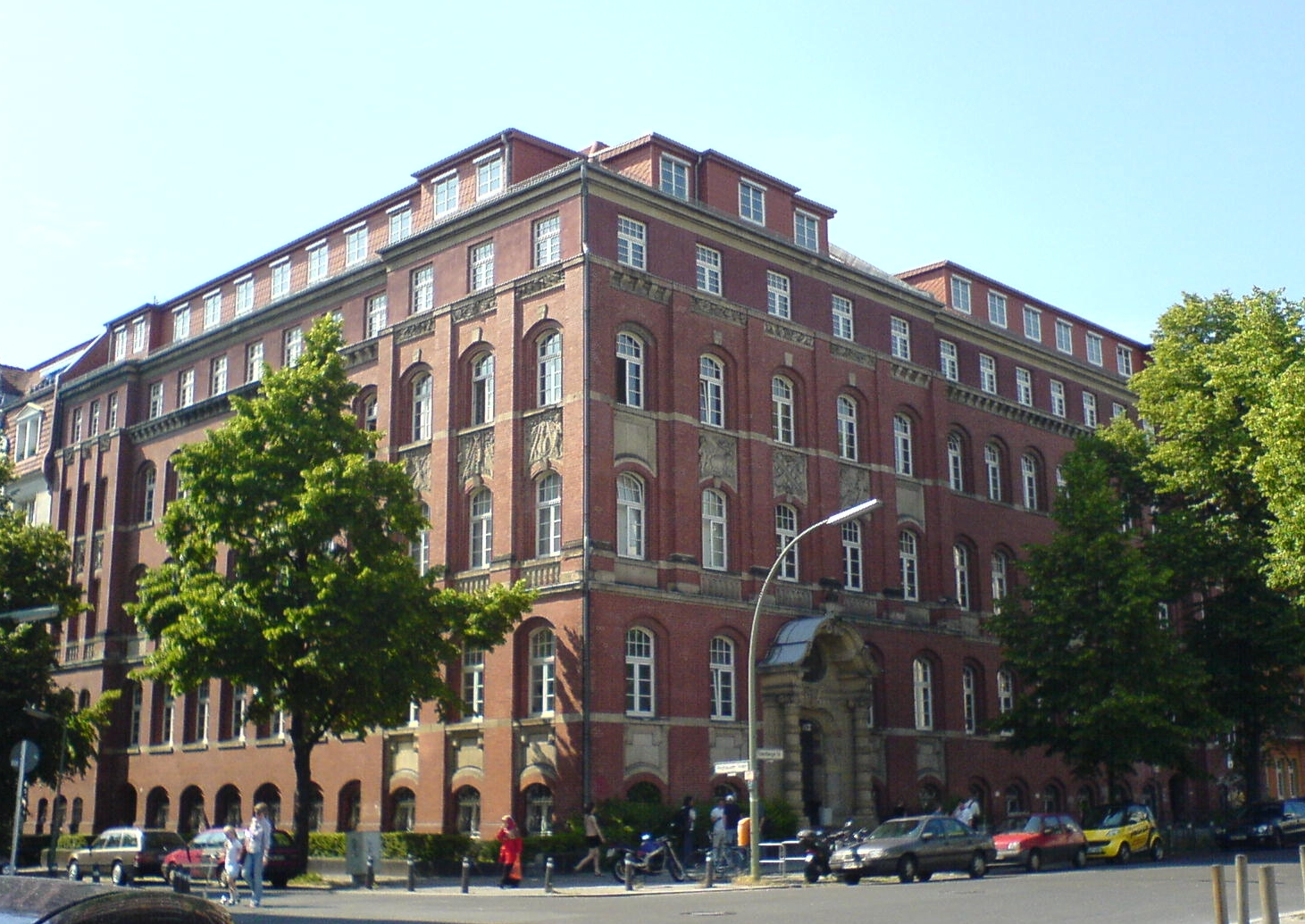
مبنى قسم علم الاجتماع بجامعة برلين الحرة

جامعة برلين الحرة هي واحدة من الجامعات التسع المتميزة التي فازت في مبادرة الامتياز للجامعات الألمانية، وهي مسابقة وطنية نظمتها الحكومة الاتحادية الألمانية بهدف رفع مستوى البحث العلمي وتحسين نوعية التعليم العالي في الجامعات الألمانية وتعزيز مكانة هذه الجامعات خارج ألمانيا. وتعد جامعة برلين الحرة واحدة من جامعات الصدارة في أوروبا في مجالات الفنون والدراسات الإنسانية والعلوم الاجتماعية.

## مدرسة طب شاريتيه
تشترك جامعة برلين الحرة وجامعة هومبولت في إدارة مدرسة طب شاريتيه ببرلين ومستشفاها الذي يعد واحدًا من أكبر المستشفيات الجامعية في أوروبا.

## من مشاهير الأساتذة
- إرنست روسكا، فيزيائي ألماني، حاصل على جائزة نوبل للفيزياء عام 1986.
- بول فايراباند، فيلسوف.
- رومان هيرتسوغ، رئيس جمهورية ألمانيا الاتحادية الأسبق.
- رينهارد سولتن، اقتصادي ألماني، حاصل على جائزة نوبل في الاقتصاد سنة 1994.
- غيرهارد إرتل، عالم فيزياء، حصل على جائزة نوبل في الكيمياء عام 2007.
- كنزابورو أوي، أديب ياباني، حاصل على جائزة نوبل للآداب لسنة 1994.
- هاينتس-غونتر فيتمان، عالم كيمياء حيوية ألماني، اشتهر بأبحاثه في الريبوسومات، ووحصل على ميدالية أوتو فاربورغ سنة 1976.
- هربرت ماركوزه، عالم اجتماع.
- هيرتا مولر، روائية ألمانية، حصلت على جائزة نوبل في الأدب عام 2009.

## من مشاهير الخريجين
- رودي دوتشكه، المتحدث باسم حركة الطلاب الألمان في الستينيات.
- بيتر فالتر، عالم أحياء جزيئية وكيمياء حيوية ألماني-أمريكي، يعمل أستاذًا بجامعة كاليفورنيا في سان فرانسيسكو.

## وصلات خارجية
- الموقع الرسمي للجامعة (بالإنجليزية)